# Chthonius halberti
Espèce
Chthonius halberti est une espèce de pseudoscorpions de la famille des Chthoniidae.

## Distribution
Cette espèce se rencontre en Irlande, au Royaume-Uni, en France, en Italie et au Portugal.

## Publication originale
- Kew, 1916 : A synopsis of the false-scorpions of Britain and Ireland; supplement. Proceedings of the Royal Irish Academy, sér. B, vol. 33, p. 71-85.